# Combustible solide de récupération
Pour les articles homonymes, voir CSR, CDD et RDF.

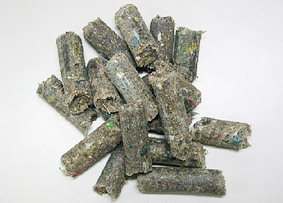
Granulés de CSR.

Un combustible solide de recyclage ou Combustible solide de récupération (CSR) ou combustible dérivé des déchets (CDD), est un type de combustible principalement préparé à partir de déchets combustibles pour être brûlés dans des chaudières ou fours adaptés (cimenteries en général) ou en usines d'incinération. C'est l'une des façons de « valoriser énergétiquement » certains déchets en les transformant en ressources,.
En Europe, les déchets utilisés pour produire des CSR doivent être classés « non dangereux », et ne doivent plus être recyclables dans les conditions économiques et techniques du moment (« en l'état des techniques disponibles »).
En France, la loi TECV rappelle aussi le principe européen de hiérarchisation des usages et des valorisations. Hors de ces deux contraintes et théoriquement, les CSR peuvent être un mélange de n'importe quel déchet combustible (« huiles usagées, pneus usés, sous-produits alimentaires (graisses, farines animales, etc.), solvants usagés, déchets de viscose et de bois, boues d'épuration, fractions hautement calorifiques issues du traitement mécanobiologique (TMB) et/ou mécanophysique (TMP) et des fractions légères issues de déchiqueteuses (par exemple de véhicules usagés, d'équipements électriques et électroniques (DEEE).. ou des fractions calorifiques de déchets ménagers et commerciaux, des résidus du recyclage de divers types de déchets, dont de certains déchets municipaux , les déchets plastiques, textiles, bois entre autres ».
Les CSR se présentent comme des poudres, des « flocons » (éléments déchiquetés), éventuellement comprimés (en pellets ou en briquettes plus ou moins denses) ou se réduisent parfois à éléments grossiers, éventuellement livrés en balles .
Ils sont surtout fabriqués à partir des refus de tri des déchets solides (municipaux, banals, industriels, commerciaux et/ou issus des encombrants). Ils sont une fraction à haut PCI (pouvoir calorifique inférieur) des déchets (pouvoir calorifique ne tenant pas compte de l'énergie libérée par la condensation de l'eau) et ont des caractéristiques physico-chimiques permettant dans une certaine mesure, de les utiliser comme source d'énergie en remplacement des combustibles usuels. 
L'Ademe a estimé en 2009 qu'en France le gisement de déchets non dangereux non valorisé pouvait alors permettre de produire jusqu'à 3 millions de tonnes de CSR.

On trouve parfois les équivalents anglais refuse-derived fuel ou RDF et solid recovered fuel ou SRF.

## Définition

### En Europe
Il n'existe pas de définition européenne officielle du CSR. Leur production a d'abord été anarchique du point de vue des matériaux sources, des modes de fabrication et des modalités de caractérisation.
La Commission européenne a donc mandaté (en 2000)  le CEN pour développer des normes (standards) pour permettre un approvisionnement stable en déchets prétraités et homogénéisés en CSR standardisé permettant des échanges entre les producteurs et utilisateurs . 
Créée en 1994 pour encourager de meilleures pratiques environnementales dans le domaine de l'incinération, l'EURITS (European Union for Responsible Incineration and Treatment of Special Waste, association européenne d'entreprises de traitement thermique des déchets) a, au début des années 2000, édité des critères pour la coincinération des déchets dans les cimenteries comme combustible de substitution.
En 2011, le Comité européen de normalisation (CEN) les a défini dans un projet de norme EN 15359 comme « combustibles solides préparés à partir de déchets non dangereux destinés à être valorisés énergétiquement dans des installations d'incinération ou de co-incinération », définition jugée trop floue par l'European Environmental Citizens Organisation for Standardisation et, en France, par le CNIID qui craint que des déchets recyclables et/ou polluants soient ainsi détournés vers une incinération avec valorisation de chaleur. L'applicabilité de cette norme a été validé par un projet de recherche dit Projet QUOVADIS. Elle contient aussi des règles de conformité indiquant comment caractériser un CSR et un rapport technique la complète.

Un CSR ne devrait pas être utilisé comme combustible si sa combustion produit moins d'énergie qu'il n'en a fallu pour produire le CSR.
Une prochaine étape pourrait être la mise en place de systèmes de certification incluant des valeurs limites intrinsèques (en PCI, chlore, éléments traces métalliques, radioactivité, etc.) comme cela existe déjà en Allemagne avec le RAL-GZ 724.

### En France
Avant 2016, aucune définition du CSR n'existait dans le droit européen ou français. Ils avaient le statut de déchets et devaient, comme tels, respecter la législation sur les déchets (« priorité donnée à la réduction de la production, application de la hiérarchie des modes de traitement, obligation de traçabilité, réglementation sur les transferts transfrontaliers de déchets… ». L'ADEME les définissait à partir termes de la norme NF-EN-15359, comme « des combustibles solides préparés (soit traités, homogénéisés et améliorés pour atteindre une qualité pouvant faire l'objet d'échanges commerciaux entre les producteurs et les utilisateurs) à partir de déchets non dangereux, utilisés pour la valorisation énergétique dans des usines d'incinération ou de coincinération, et conformes aux exigences de classification et de spécification de l'EN-15359 ».
Cette norme permet à un industriel de classer des CSR en 5 classes, selon trois critères :
- un critère économique et énergétique (PCI ou pouvoir calorifique inférieur)[10] ;
- un critère technique limitant (teneur en chlore, source d'acide chlorhydrique et de dioxines ou d'autres organochlorés indésirables dans les fumées car les rendant corrosives « Une teneur élevée en chlore abaissera la valeur marchande du CSR »[10]) ;
- un critère de risque environnemental (teneur en mercure ; ce métal a été choisi comme indicateur de risque environnementale pour un CSR car c'est le plus volatil des métaux (même à température ambiante) et donc a priori le plus susceptible d'être émis dans l'environnement. Selon les promoteurs de la norme EN-15359 les études d'ACV l'ont identifié comme plus problématique que le Cadmium (Cd) et le thallium (Tl) et donc pertinent comme paramètres de classification. Le système de classification se base sur le mercure (Hg) mais tous les métaux lourds cités par la Directive 2000/76/EC sur l'incinération des déchets sont des paramètres obligatoires pour la spécification selon la norme EN 15359[10].

...et cinq seuils ont été définis pour chaque critères.
Cette norme EN 15359 ne définit aucun seuil de valeurs limites permettant d'ailleurs des taux élevés de chlore (< 3 %) ou de métaux et de faibles pouvoirs calorifiques. Ce n'est pas une norme d'autorisation mais de description, spécifications et classification. C'est à l'autorité environnementale compétente de décider si tel ou tel CSR est autorisé ou non dans tel ou tel type de chaudière (au vu de ses capacités de filtration, de sa gestion des cendres et réfioms, etc.). Les classes 1, 2 et 3 correspondent à des CSR, et les classes 4 et 5 donnent des Combustible Dérivé de Déchets (CDD) plus difficiles à utiliser.
Le décret du 19 mai 2016 définit le combustible solide de récupération, introduite dans le Code de l'environnement (l'article R. 541-8-1) comme suit :

« Art. R. 541-8-1. - Un combustible solide de récupération est un déchet non dangereux solide, composé de déchets qui ont été triés de manière à en extraire la fraction valorisable sous forme de matière dans les conditions technico-économiques du moment, préparé pour être utilisé comme combustible dans une installation relevant de la rubrique 2971 de la nomenclature des installations classées pour la protection de l'environnement. Reste un combustible solide de récupération, celui auquel sont associés des combustibles autorisés au B de la rubrique 2910 »

.
L'article R. 541-8-1 précise aussi qu'un arrêté du ministre chargé de l'environnement fixera :
- « les caractéristiques de ces combustibles » ;
- « la liste des installations où ils peuvent être préparés » ;
- « les obligations auxquelles les exploitants de ces dernières installations sont soumis en vue de garantir la conformité des combustibles préparés à ces caractéristiques. »

En complément, une nouvelle rubrique (rubrique 2971) est créée dans la nomenclature des installations classées pour la protection de l'environnement, spécialement pour les installations « de production de chaleur ou d'électricité à partir de déchets non dangereux préparés sous forme de combustibles solides de récupération dans une installation prévue à cet effet, associés ou non à un autre combustible » (installations soumises au régime de l'autorisation).
La Stratégie nationale de mobilisation de la biomasse a choisi dans sa version initiale de ne pas aborder les CSR (pour des raisons de simplification), mais rappelle que  La LTECV prévoit que l'ADEME « transmettra tous les 3 ans un rapport au gouvernement sur la composition des CSR et sur les pistes de substitution et d'évolution des techniques de tri et de recyclage ».
En France, le CSR a dans tous les cas un statut de déchet, depuis le 23 mai 2016, pour préparer des CSR [27] et/ou produire de la chaleur et/ou d'électricité [28] qui est encadrée par le régime des installations classées pour la protection de l'environnement (ICPE), sous la rubrique no 2971,.
Pour être accepté comme CSR un déchet combustible doit satisfaire à 6 critères:
- être préparé à partir de déchets non dangereux
- avoir  un PCI brut supérieur ou égal à 12 MJ/kg ;
- contenir un taux de mercure (Hg)  inférieure à 3 mg/kg-sec ;
- contenir un taux chlore (Cl) inférieure à 15 000 mg/kg-sec ;
- contenir un taux de brome (Br) inférieure à 15 000 mg/kg-sec ;
- contenir un total de composés halogénés inférieure à 20 000 mg/kg-sec.

Une norme AFNOR a été publiée en 2011.
Ces normes sont alignées sur les normes européennes de l'incinération telles qu'établies en 2000.

### Synonymes anglophones
Selon les pays et contextes on parlera de 
- Refuse Derived Fuel (RDF) ;
- Fluff , qui désigne généralement un matériau pré-broyé en vrac ;
- Solid Recovered Fuel ;
- Substitute Fuel ;
- Secondary Fuel ;
- « Fibre Fuel » ;

## Histoire
À partir des années 1950 des quantités considérables de pneus commencent à s'accumuler. Le caoutchouc contient des métaux indésirables mais il a un pouvoir calorifique élevé (24 000 kJ/kg environ). Ils sont utilisés en tant que déchet combustible à échelle industrielle ; par des cimenteries principalement, ou dans des hauts fourneaux (en Australie par exemple).
L'utilisation continue de différents carburants « alternatifs » et dérivés des déchets s'est ensuite développée, notamment pour répondre aux crises pétrolières et à la pression concurrentielle, avec par exemple au milieu des années quatre-vingt le développement du BRAM (Brennstoff aus Müll, combustible provenant des déchets) dans les cimenteries de Westphalie en Allemagne.

Depuis cette époque l'Association Allemande du Ciment documente les retours d'expérience des cimentiers. En 1987 moins de 5 % des combustibles fossiles des cimenteries allemandes avaient été remplacés par des CSR ; ils étaient près de 62 % en 2015). 
Selon l'« étude Record » (2008) Cette filière se développe d'abord « sans réel cadre règlementaire et normatif », puis elle est citée dans la nomenclature NAPFUE (Code 119 de la Nomenclature support pour la déclaration des émissions dans atmosphère : « Combustibles dérivés de déchets ») qui ne vaut pas pour les questions de production, de transport ou l'utilisation des CSR. Un groupe de travail  les définit comme « déchets solides, non constitués de biomasse uniquement, issus de déchets non dangereux et destinés à être utilisés en inciération ou co-incinération ». Peu après l'Europe édicte une Directive cadre sur les déchets qui commence à harmoniser le traitement des déchets en Europe. En 2007 seuls l'Italie, l'Allemagne et les Pays-Bas se sont déjà dotés de normes et d'une règlementation spécifique incitative au développement des CSR ; en 2008 ils sont les 3 les plus importants producteurs européens de CSR (alors qu'à ce moment, la Grèce, le Portugal ou l'Espagne n'en produisent pas, et n'en brûlent pas). Ailleurs les CSR sont dans un flou juridique et les données de gisements « restent difficilement accessibles, notamment au niveau du secteur privé où pourtant les gisements sont importants et de bonne qualité (DIB monomatériaux) ». Les données recueillies au niveau du secteur public donnent des indications sur l'état et les facteurs de développement de la filière CSR, montrant que « le développement des installations de Traitement Mécano Biologique dans le cadre des schémas multi-filières de gestion des déchets va souvent de pair avec celui de la filière CSR ». En 2007 il est principalement envoyée en cimenterie hormis en Allemagne et dans les Pays scandinaves où des chaudières lui ont été adaptées, avec comme retours d'expérience « qu'un système de traitement des fumées performant est indispensable et qu'en amont, les taux de chlore et de métaux lourds présents dans la composition des CSR utilisés doivent être réduits au minimum ». En Autriche en 2007, deux fours à brique en utilisaient aussi. Des fours à chaux en ont aussi utilisé. Quelques papeteries et industries du bois utilisent directement des CSR fabriqués sur place et utilisés dans leurs propres procédés de fabrication. La cimenterie, l'exutoire largement le plus utilisé permet aussi d'« évacuer dans la préparation du ciment les résidus solides ultimes liés à la combustion des CSR. » .
Dans les pays dits « développés » la tendance est à la réduction de l'enfouissement et à la valorisation matière (ou quand ce n'est pas possible à la valorisation-énergie des déchets ; Le protocole de Kyoto incite à réduire les GES  issus des énergies fossiles, mais aussi des décharges (méthane). Ces tendances favorisent le recyclage du plastique trié et le CSR pour le plastique des refus de tris (CSR dont l'utilisation grandit dans divers types d'installations énergétiques, avec un pouvoir calorifique ne dépassant pas 8 à 14 MJ/kg et des granulométries allant jusqu'à 500 mm).
En France en 2007, la filière est peu développée (usages en cimenterie principalement) et selon l'étude Record de 2008 « les producteurs potentiels restent encore prudents. Les installations multi-filières porteuses du gisement de CSR sont aujourd'hui orientées vers la valorisation organique, en accord avec la règlementation française qui met en avant le compostage et la méthanisation, sans identifier l'existence et le devenir de la fraction à haut PCI constitutive également du gisement ».

## Typologies des CSR
Selon le rapport du groupe Record de 2008, deux sources de CSR peuvent être distinguées : les mélanges issus des déchets ménagers (provenant de traitement mécanobiologique ou de thermolyse) et les déchets industriels ou d'activités commerciales. Ces derniers sont typiquement constitués de pneus, plastiques, papier/carton, résidus d'animaux (ex : farines et graisses animales, fumier), sciure, bois (déchets de production), boues (papeterie, station d'épuration), tissus et tapis, résidus de broyage (automobile et DEEE) ou de mélanges de catégories ci-dessus.
Les résidus carbonés de thermolyse (« semi-cokes » ou « chars ») sont des déchets de qualité moyenne qui ont un important pouvoir calorifique et sont faciles à stocker pour l'hiver, mais nécessitent d'être brûlés dans des installations adéquates et produiront des cendres ou mâchefers à éventuellement mettre en décharge de classe 1. Les mélanges de catégories peuvent provenir des ménages, des collectivités, d'activités économiques et/ou industrielles. Selon l'étude Record de 2008, 12 % environ des déchets entrant dans un Tri Mécano-Biologique ont un PCI (pouvoir calorifique inférieur) élevé, mais 25 à 65 % sont utilisés en tant que CSR.

## Utilisations, avantages et inconvénients
Les CSR peuvent être employés dans trois types d'installations énergétiques (éventuellement avec cogénération ou trigénération) : 
1. Usine d'incinération (avec éventuelle production d'électricité et/ou de vapeur). Ceci n'est recommandé que pour les CSR dont le PCI n'est pas trop élevé ;
2. Cimenterie, hauts fourneaux, fours de briqueteries ou tuileries, etc. pour produire de l'énergie (avec alors des CSR à haut-PCI).
3. chaufferie industrielle et/ou urbaine (réseau de chaleur) si elles sont conçues pour accepter les CSR et équipées de filtres adéquats.

Les CSR permettent à ces installations d'économiser des combustibles fossiles et aux fabricants de ne pas envoyer ces déchets en décharge (couts évités), mais avec des effets secondaires négatifs tels que la corrosion et la dégradation des équipements (si les CSR contiennent encore des graviers, sables, résidus de métaux, etc. ou en raison de leur teneur en soufre ou « chlore diffus ») et au prix parfois d'une certaine perte de productivité. 
Un autre inconvénient des CSR non transformés en pellets est qu'ils forment un matériau peu dense, dont le transport n'est donc non rentable que si le prix du pétrole et des énergies fossiles est très bas. De plus en raison de leur haut PCI ou d'une possible contribution à la pollution marine par les plastiques (en cas d'accident) les CSR pourraient éventuellement un jour être soumis à l'ADR (par ex dans la classe 4.1) de l'Accord européen relatif au transport international des marchandises dangereuses par route. 
En outre, l'étude RECORD de 2008 note que les déchets utilisés pour fabriquer le CSR pourraient pour beaucoup « trouver plus ou moins aisément en fonction des marchés en place, des débouchés dans la valorisation matière secondaire. De plus, la difficulté croissante d'implantation des installations d'élimination et de traitement des déchets due à une implication décisionnelle de plus en plus forte et une sensibilité croissante de l'opinion publique aux problèmes environnementaux et sanitaires, engendre un risque de pénurie d'exutoire pour les déchets ».
Enfin en cimenterie les CSR alimentant le brûleur principal passent dans la zone primaire où la température peut grimper à 2 000 °C, les molécules organiques y sont détruites, mais les déchets alimentant un brûleur auxiliaire, un préchauffeur ou un précalcinateur brûlent n'atteignent pas les températures suffisantes pour détruire les matières organiques halogénées. De plus les composés volatils introduits dans les déchets solides peuvent se vaporiser après la zone de chauffe primaire ou ne pas être dégradables (vapeur de mercure, de plomb, de thallium ) et ne pas ou mal s'intégrer chimiquement au clinker et être retrouvé dans les émissions de l'usine.
Enfin, selon un rapport du CGEDD sur l'économie circulaire il faudrait améliorer « le tri à la source des déchets de bois, en particulier du BTP, trop souvent incorporés au combustible solide de récupération (CSR) destiné aux incinérateurs alors qu'une partie pourrait alimenter les usages matériaux »

## Production

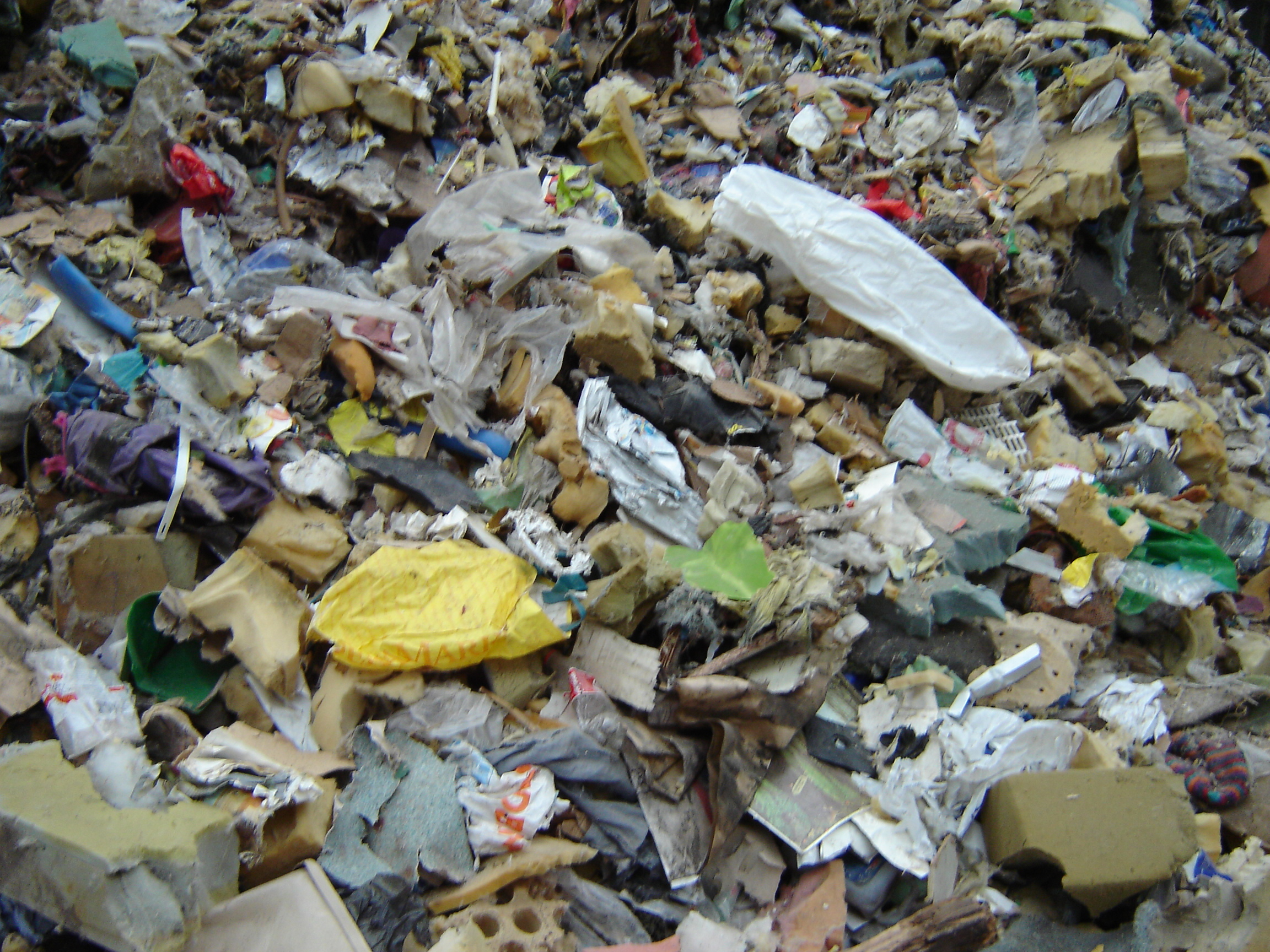
Refus de tri, pouvant être utilisés pour la production de CSR

Un CSR est produit par déchiquetage et éventuelle déshydratation/compression de déchets solides (MSW) après un tri visant à retirer le verre et les métaux ou d'autres produits (minéraux) non combustibles ou dangereux lorsqu'exposés au feu.
Le substrat (souvent issu de déchets solides municipaux après traitement mécanique et/ou biologiques) est traité de manière à en retirer les matériaux incombustibles (verre, minéraux, métaux) via un tri utilisant par exemple une lame d'air, des aimants, la séparation par densité.
La composition dépend des lots, on y trouve en pourcentage variable dépendant de la région de collecte, des processus de tri en amont ou de la période de l'année  :
- Du bois, provenant par exemple de meubles déposés en déchetterie, de menuiserie de démolition, de déchets de chantier ou de palettes ;
- Des textiles de différentes natures ;
- Des plastiques variés ;
- Des mousses, de polystyrène ;
- Des cartons et papiers ;
- Des métaux, dont la présence n'est pas souhaitée, mais qui se retrouvent dans les CSR par imperfection du tri ;
- Des minéraux (eux aussi indésirables) ;
- Des élastomères (issues par exemple de pneus).

## Caractéristiques techniques et environnementales
Les propriétés des CSR dépendent naturellement de leur composition, ainsi des normes ont été mises en place pour permettre au client de disposer d'un combustible dont les caractéristiques entrent dans certains critères. Dans l'exemple de la France, il existe 5 classes définies par la norme NF-EN-15359 .
Une étude commandée par l'ADEME a analysé 19 échantillons de CSR de provenance diverses, notamment pour identifier les polluants présents. Il en ressort notamment que : 
- Le PCI des échantillons (secs) est souvent très élevé, mais varie de 8 à 27 MJ/kg selon les matériaux qui le composent (résidus de bois, papier, carton, plastiques notamment). Dans son étude  « Vision ADEME 2050 » le PCI moyen des CSR en France est estimé être 3,9 MWh/t.
- La teneur est soufre est en moyenne de 0,4 %, inférieure à celle de la grande majorité des charbons et fiouls lourds. Elle peut cependant atteindre 0,9 % dans les échantillons comprenant une forte proportion de pneus (soufre issu du procédé de vulcanisation)
- La teneur en brome est faible sur la plupart des échantillons mais voisine 1 000 ppm sur un échantillon. Le brome peut provenir des retardateurs de flamme bromés et se traduit par l'émission de dioxines bromées à l'utilisation du combustible[28].
- Le chlore monte à 3,3 % sur l'un des échantillons, il provient principalement des plastiques de type PVC.

## Usages

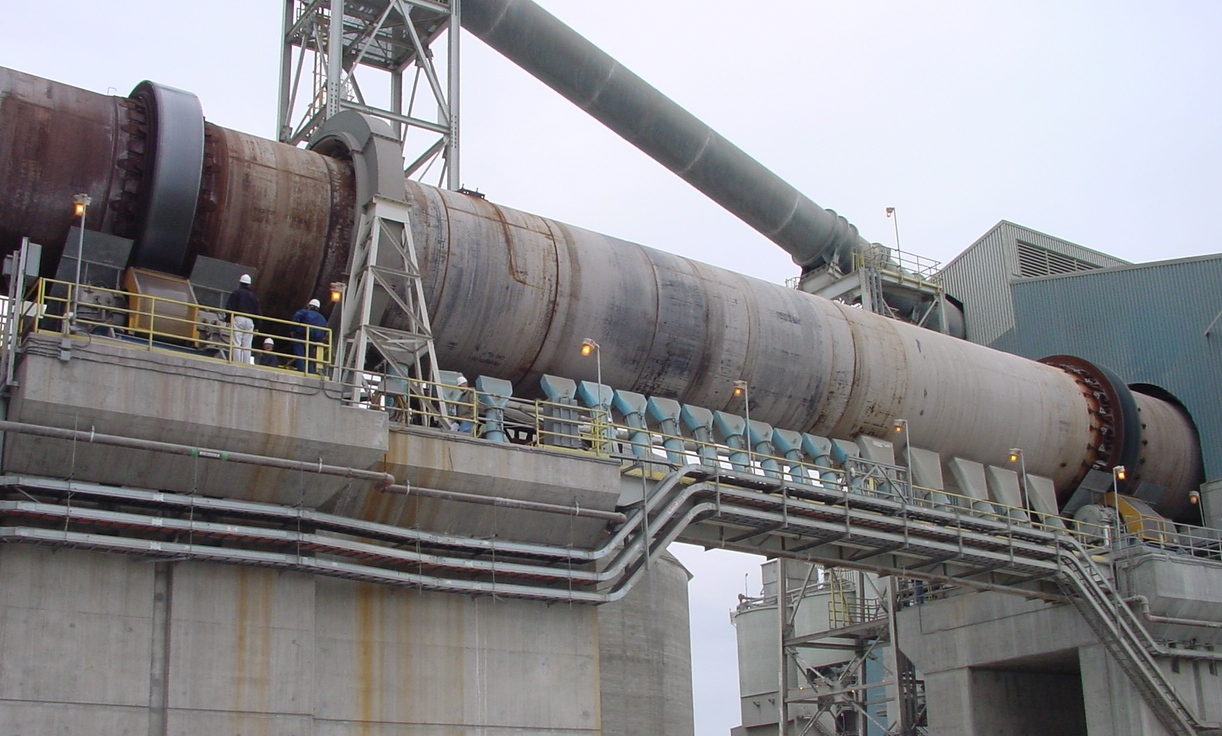
Les fours rotatifs de cimenteries comptent parmi les grands consommateurs de CSR (combustible solide de recyclage)

Pour les centres de tri qui les produisent, l'intérêt économique des CSR ne réside pas dans le produit de leur vente, qui reste faible (en France, 15€ la tonne est un maximum), mais dans l'économie réalisée par la réduction de l'enfouissement ou de l'incinération sans valorisation.
Le matériau combustible peut être utilisé et/ou vendu sous sa forme transformée ou comprimé en briques ou granulés/pellets (de moins de 25 mm et dont la teneur en humidité doit être inférieure à 15 % pour une combustion optimale dans les fours industriels qui brûlera chaque pellet en 17 à 18 secondes à 1 200 °C (1 200 °C).
Les CSR sont utilisés pour produire de l'électricité, de la chaleur (en cimenterie par exemple), de la vapeur, éventuellement en cogénération (voire en trigénération).
Théoriquement ils pourraient alimenter des unités de pyrolyse, de gazéification et bientôt peut-être de carbonisation hydrothermale.

## Statut
Les CSR ont en Europe le statut de déchet (et leur combustion est une procédure d'élimination). Ceci implique qu'ils ne soient brûlés que dans des incinérateurs identifiés comme tel sous le régime des installations classés pour la protection de l'environnement (rubrique 167C ou 322 en France) .
Ce statut est débattu :
- Les acteurs du traitement thermique des déchets (incinération) souhaitent voir perdurer ce statut de déchets qui permet d'imposer une traçabilité de filière et garantit une meilleure transparence et information du public. La Commission Européenne le souhaite aussi. La CEN (Commission européenne de normalisation) a expliqué qu'elle refuserait de financer des études de normalisation ou groupes thématique tel que  le Comité Technique TC 343 sur les CSR par ex si les CSR n'avaient plus le statut de déchets[29].
- les fabricants de CSR et certains utilisateurs potentiels (chaudière à bois qui pourraient être modifiées pour le CSR) lui préfèreraient un statut de produit. Ceci permettrait à ces acteurs d'échapper aux demandes d'autorisation et de ne plus être soumis à la procédure d'« installations classées » et d'avoir le droit de brûler des CSR sans se voir imposer un système plus performant de traitement des fumées (les limites d'émission pour l'incinération étant plus strictes que pour la combustion).

Cependant, notait le rapport RECORD en 2008 : la « sortie du statut de déchet » (passage du statut de déchet à celui de produit combustible) impliquerait de passer par la procédure REACH qui apporterait d'autres contraintes (administratives et technico-économique) puisque chaque nouveau produit mis sur le marché aurait à passer de tests de qualification
Pour évoluer vers le statut de valorisation (au lieu de l'élimination), trois conditions minimales sont à remplir 
1. la combustion doit avoir comme « objectif principal » ou comme « finalité essentielle » de produire de l'énergie ;
2. l'énergie générée par la combustion des déchets doit être récupérée et être supérieure à celle consommée lors du processus de combustion ; et au moins une partie du surplus d'énergie dégagé lors de cette combustion doit effectivement être utilisée (valorisée)
3. l'emploi ci-dessus des mots « principal » et « essentiel » implique que « la majeure partie des déchets doit être consumée lors de l'opération et que la majeure partie de l'énergie dégagée doit être récupérée et utilisée ».

Le parlement européen a ensuite également considéré que l'incinération peut être considérée comme valorisation énergétique si l'énergie qu'elle produit dépasse l'énergie consommée par le processus d'utilisation du CSR, et s'il s'agit bien de déchets qui ne peuvent avoir d'autres valorisation (matière/recyclage). Il ne s'agit cependant pas d'énergie renouvelable (cependant par exemple, il est parfois question d'intégrer des CSR contenant une grande quantité de biomasse dans la directive sur "la promotion de l'électricité produite à partir des sources d'énergie renouvelable sur le marché intérieur" (directive RES-E), ce qui nécessiterait d'avoir une méthode reconnue d'estimation de la biomasse d'un CSR (déchets de bois en général).

## Réglementations
Elles varient beaucoup selon les époques et les pays et évoluent dans le contexte de la lutte contre le changement climatique
En France, ils font l'objet d'une classification réglementée ; 
- Leur transport, préparation et utilisation doivent répondre à la spécification technique CEN/TS 15359 et à la réglementation[31].
- Leur usage énergétique comme alternative à l'enfouissement est y encouragé dans le cadre de la Loi relative à la transition énergétique pour la croissance verte[32] mais ils ne doivent pas être produits et utilisés au détriment de la prévention des déchets ou de la valorisation matière[31]. Ils ne peuvent être légalement brûlés que dans des installations de production de chaleur ou d'électricité intégrées dans un procédé industriel de fabrication, ou dans des installations visant à produire de la chaleur et/ou d'électricité (en cogénération, idéalement)[31].
- Chaque installations doit être dimensionnées pour « répondre à un besoin local » et être réversibles (critères que l'administration utilisera pour évaluer la pertinence de la capacité de production de l'installation lors de la demande d'autorisation d'exploiter) ;
- L'ADEME publiera un rapport tri-annuel sur la composition des CSR et sur les pistes de substitution et d'évolution des techniques de tri et de recyclage[31].

La Loi TECV a modifié l'article L.541-1 du Code de l'environnement en lui faisant préciser que l'un des objectifs (le 9°) de la politique nationale de prévention et de gestion des déchets (établi pour aussi respecter la « hiérarchie des modes de traitement des déchets » ) est :
(...)
« 9° Assurer la valorisation énergétique des déchets qui ne peuvent être recyclés en l'état des techniques disponibles et qui résultent d'une collecte séparée ou d'une opération de tri réalisée dans une installation prévue à cet effet. Dans ce cadre, la préparation et la valorisation de combustibles solides de récupération font l'objet d'un cadre réglementaire adapté. Afin de ne pas se faire au détriment de la prévention ou de la valorisation sous forme de matière, la valorisation énergétique réalisée à partir de combustibles solides de récupération doit être pratiquée soit dans des installations de production de chaleur ou d'électricité intégrées dans un procédé industriel de fabrication, soit dans des installations ayant pour finalité la production de chaleur ou d'électricité, présentant des capacités de production de chaleur ou d'électricité dimensionnées au regard d'un besoin local et étant conçues de manière à être facilement adaptables pour brûler de la biomasse ou, à terme, d'autres combustibles afin de ne pas être dépendantes d'une alimentation en déchets. L'Agence de l'environnement et de la maîtrise de l'énergie remet tous les trois ans un rapport au Gouvernement sur la composition des combustibles solides de récupération et sur les pistes de substitution et d'évolution des techniques de tri et de recyclage »
En 2016, également en application de la Loi TECV , un décret et deux arrêtés ont précisé leur définition et encadré leur utilisation pour la production d'énergie (ce qui leur permet d'échapper à la réglementation sur l'incinération des déchets). Avant cela le CSR n'était défini par une norme AFNOR NF-EN-15359. 
Une spécificité concerne l'Outre-mer : L'objectif principal des CSR est de produire de la chaleur même sans cogénération mais « Dans les départements d'outre-mer, au vu de la spécificité de leur réseau électrique, local par nature, et de la faiblesse du besoin de chaleur, la valorisation énergétique réalisée à partir de combustibles solides de récupération peut être pratiquée dans des installations produisant exclusivement de l'électricité » précise la notice du décret du 19 mai 2016.
Un ou plusieurs arrêtés ministériels sont encore attendus. Ils devront encore préciser les caractéristiques des CSR, en fixer la liste des installations de préparation, et aussi cadrer le fonctionnement des ICPE soumises à autorisation qui procèderont à la préparation et à la production d'énergie à partir de CSR.

## Potentiel énergétique et de substitution
En 2007, en Europe la chaleur d'incinération de 50 millions de tonnes de déchets (dangereux ou non) était récupérée par an, permettant au passage de produire de l'électricité pour l'équivalent de 27 millions de personnes ou de la chaleur pour l'équivalent de 13 millions de personnes 1 (soit l'équivalent de la consommation électrique des Pays-Bas, du Danemark et de la Finlande réunis et la consommation de chaleur de l'Autriche, de l'Irlande et de l'Estonie en un an.
Ces déchets ont « remplacé » (mais en produisant une grande quantité de cendres et de réfioms) l'équivalent  7778 millions de m3 de gaz naturel ou 7 428 millions de litres de pétrole.
L'Europe produisait en 2007 environ 1,3 milliard de tonnes de déchets/an soit si on arrivait à les valoriser intégralement en énergie l'équivalent de 702 millions de MWh/an (environ 60 Mtep/an) ; plus que la consommation énergétique de tous les Européens.
L'étude RECORD de 2008 a estimé que 0,2 et 0,4 % des déchets européens pourraient être transformés en CSR (1,6 à 3 % du potentiel énergétique total, soit 22 MWh/an (~1,8 Mtep/an).
4 M tonnes de CO2 serait économisés par an.
Ces calculs doivent être mis en balance avec les économies d'énergie, de pétrole et de gaz à effet de serre qui pourraient être faites par un meilleur recyclage de ces mêmes déchets.

## Bonnes pratiques
l'ERFO (European Recovered Fuel Organisation) a commandé à l'institut IAR (Institute and Chair of Processing and Recycling of Solid Waste) un recueil des meilleures techniques disponibles de production des CSR ; Ce rapport intitulé « Solid Recovered Fuels - Contribution to BREF Waste Treatment » a été publié en 2004 ; il a été utilisé comme base pour l'écriture d'un BREF (Best available techniques référence), document titré Waste treatment, dont un chapitre porte sur les déchets utilisés comme combustibles.
Certaines industries lourdes (sidérurgie, cimenterie) testent ou envisagent d'associer à la combustion de CSR le captage des technologies de capture, stockage et utilisation du carbone, dites « CCUS » (pour Carbon Capture, Utilization, and Storage en anglais), pour pouvoir déclarer un progrès vers la neutralité carbone (missions « négatives » de CO). Selon le polytechnicien et président de la Fondation Mines ParisTech, Benoit Legait (2022) : à horizon 2050, environ 15 Mt CO2eq seront peut-être captées et stockées pour être utilisé comme engrais gazeux pour la croissance de cultures algales ou de cultures sous-serre, et pour synthétiser de l'éthanol mais au début des années 2020, d'importants besoins de R&D existent encore.